# Liste der Stolpersteine in Detmold
Die Liste der Stolpersteine in Detmold enthält Stolpersteine, die im Rahmen des gleichnamigen Kunst-Projekts von Gunter Demnig in Detmold verlegt wurden. Mit ihnen soll Opfern des Nationalsozialismus gedacht werden, die in Detmold lebten und wirkten.
Während der nationalsozialistischen Gewaltherrschaft sind dort nach aktuellem Kenntnisstand 173 Mitbürger umgebracht worden.

## Liste der Stolpersteine
| Stolperstein | Inschrift | Verlegeort | Name, Leben |
| ------------ | --- | --- | --- |
|              | HIER WOHNTE OTTO BAER JG. 1891 ‘SCHUTZHAFT’ 1938 BIELEFELD FLUCHT 1938 BELGIEN INTERNIERT FRANKREICH 1943 LAHDE ‘ARBEITSERZIEHUNGSLAGER’ ERMORDET 18.8.1944 | Bruchstraße 26 · ()                                                                                                  | Otto Baer (1891–1944) |
|              | HIER WOHNTE BERNHARD BUCHHOLZ JG. 1888 DEPORTIERT 1941 RIGA 1944 STUTTHOF BUCHENWALD ERMORDET 26.12.1944                                                    | Sachsenstraße 25 · ()                                                                                                | Bernhard Buchholz (1888–1944) |
|              | HIER WOHNTE GERHART BUCHHOLZ GAD. ESCHEL JG. 1926 FLUCHT 1940 MIT HILFE PALÄSTINA                                                                           | Sachsenstraße 25 · ()                                                                                                | Gerhard Buchholz (1926-) |
|              | HIER WOHNTE ILSE BUCHHOLZ VERH. DEVORA BACKSCHITZKY JG. 1922 FLUCHT 1939 MIT HILFE PALÄSTINA                                                                | Sachsenstraße 25 · ()                                                                                                | Ilse Buchholz (1922-) |
|              | HIER WOHNTE IRMGARD BUCHHOLZ GEB. HELLWITZ JG. 1895 DEPORTIERT 1941 RIGA 1944 STUTTHOF ERMORDET 9.10.1944                                                   | Sachsenstraße 25 · ()                                                                                                | Irmgard Buchholz (1895–1944) |
|              | HIER WOHNTE ALMA FLATOW GEB. LÖWENDORF JG. 1906 DEPORTIERT 1942 GHETTO WARSCHAU TREBLINKA ERMORDET                                                          | Lortzingstraße 3 · ()                                                                                                | Alma Flatow (1906–1942/45) |
|              | HIER WOHNTE FRIEDERIKE ‘FRIEDA’ FLATOW GEB. VAN GELDERN JG. 1877 DEPORTIERT 1942 THERESIENSTADT 1942 TREBLINKA ERMORDET                                     | Lortzingstraße 3 · ()                                                                                                | Friederike Flatow (1877–1942) |
|              | HIER WOHNTE LOUIS FLATOW JG. 1874 ‘SCHUTZHAFT’ 1938 KZ BUCHENWALD DEPORTIERT 1942 THERESIENSTADT 1942 TREBLINKA ERMORDET                                    | Lortzingstraße 3 · ()                                                                                                | Louis Flatow (1874–1942) Louis Flatow war der Schammes der Synagoge in der Lortzingstraße und wohnte hier mit seiner Familie. Die Synagoge wurde in der Reichspogromnacht zerstört. |
|              | HIER WOHNTE MAX FLATOW JG. 1914 ‘SCHUTZHAFT’ 1938 KZ BUCHENWALD DEPORTIERT 1942 GHETTO WARSCHAU TREBLINKA ERMORDET                                          | Lortzingstraße 3 · ()                                                                                                | Max Flatow (1914–1942/45) |
|              | HIER WOHNTE EMILIE ESTHER FRANK GEB. STEINBERG JG. 1851 DEPORTIERT 1942 THERESIENSTADT ERMORDET 1.5.1943                                                    | Lange Straße 71 · Ecke Karlstraße · () ·                                                                             | Emilie Esther Frank (1851–1943) Emilie Esther Frank war die Mutter von Johanna Herzberg, zur Familie Herzberg siehe Fritz Fred Herzberg. |
|              | HIER WOHNTE IRMGARD HEISS GEB. STELLBRINK JG. 1897 EINGEWIESEN 1941 HEILANSTALT WEILMÜNSTER TOT AN FOLGEN 1944 LINDENHAUS-BRAKE                             | Hubertusstraße 10 · ()                                                                                               | Irmgard Heiss (1897–1944) Irmgard Stellbrink wurde 1897 in Münster geboren und wohnte ab 1903 in Detmold im Haus Hubertusstraße 10. Auf Grund psychischer Erkrankung wurde sie 1925 im Lindenhaus in Brake aufgenommen. Später folgten Aufenthalte in Gütersloh und Lengerich. 1941 wurde sie von Lengerich in die Heilanstalt Weilmünster verlegt. Im Januar 1944 konnten ihre Schwestern sie aus dem Krankenhaus holen. Sie konnten Irmgard jedoch nicht angemessen pflegen und lieferten sie im April wieder in das Lindenhaus ein. Dort verstarb sie am 3. Oktober 1944 an Tuberkulose infolge mangelhafter Ernährung. |
|              | HIER WOHNTE BETTY GERDA HERZBERG JG. 1922 DEPORTIERT 1942 THERESIENSTADT 1944 AUSCHWITZ ERMORDET                                                            | Lange Straße 71 · Ecke Karlstraße · ()                                                                               | Betty Gerda Herzberg (1922–1944) Betty Gerda Herzberg gehörte zur Familie Herzberg, siehe Fritz Fred Herzberg. |
|              | HIER WOHNTE FRITZ FRED HERZBERG JG. 1921 KINDERTRANSPORT 1939 ENGLAND                                                                                       | Lange Straße 71 · Ecke Karlstraße · () ·                                                                             | Fritz Fred Herzberg (1921-) Die Familie Herzberg: Moritz und Johanna Herzberg waren seit 1919 Inhaber eines Konfektionswarengeschäftes in der Langen Straße 71. Nachdem Moritz Herzberg 4 Wochen im KZ Buchenwald inhaftiert war, versuchte die Familie aus Deutschland zu fliehen. Fritz Herzberg wurde mit einem Kindertransport nach England geschickt, mit der Hoffnung seine Familie von dort aus zu retten. 1942 erfuhr Fritz, dass Vater Moritz Herzberg, Mutter Johanna Herzberg, Großmutter Emilie Esther Frank und Schwester Betty Gerda Herzberg nach Theresienstadt deportiert wurden. Moritz Herzberg und Emilie Esther Frank starben dort. Johanna Herzberg und Betty Gerda Herzberg wurden in Auschwitz ermordet. Insgesamt wurden 14 Mitglieder der Familie ermordet. Vier Monate nach ihrer Verlegung wurden die Stolpersteine mit roter Farbe verunreinigt. Die Tat erfolgte in der Nacht zum Jahrestag der Novemberpogrome. Am Tatort wurde ein Aufkleber mit nationalsozialistischen Motiven hinterlassen. Fritz änderte seinen Vornamen zu Fred und wanderte 1947 in die USA aus. Dort heiratete er Lotti Jacobsthal, ebenfalls eine Holocaust überlebende. Aus der Ehe ging 1956 Michael Herzberg hervor. Nach Lottis Tod heiratete Fred Lore Müller. 1961 wurde Joanne Herzberg geboren, die als erste der Familie wieder deutschen Boden betrat und sich in Detmold niederließ. Auf Joannes betreiben wurde ihre Familie mit den Stolpersteinen symbolisch wiedervereint. Zur Feier der Verlegung sang Megan Marie Hart im Detmolder Schlosspark das Gebet Awinu Malkenu, das Lieblingsstück Fred Herzbergs. |
|              | HIER WOHNTE JOHANNA HERZBERG GEB. FRANK JG. 1885 DEPORTIERT 1942 THERESIENSTADT 1944 AUSCHWITZ ERMORDET                                                     | Lange Straße 71 · Ecke Karlstraße · () ·                                                                             | Johanna Herberg (1885–1944) Johanna Herzberg gehörte zur Familie Herzberg, siehe Fritz Fred Herzberg. |
|              | HIER WOHNTE MORITZ HERZBERG JG. 1880 SCHUTZHAFT 1938 BUCHENWALD DEPORTIERT 1942 THERESIENSTADT ERMORDET 5.1.1944                                            | Lange Straße 71 · Ecke Karlstraße · () ·                                                                             | Moritz Herberg (1880–1944) Moritz Herzberg gehörte zur Familie Herzberg, siehe Fritz Fred Herzberg. |
|              | HIER WOHNTE DR. ALBERT HIRSCHFELD JG. 1883 ‘SCHUTZHAFT’ 1933 U. 1938 KZ BUCHENWALD DEPORTIERT 1942 THERESIENSTADT 1944 AUSCHWITZ ERMORDET                   | Paulinenstraße 34 · ()                                                                                               | Albert Hirschfeld (1883–1944) |
|              | HIER WOHNTE LEONIE HIRSCHFELD GEB. EMS JG. 1896 DEPORTIERT 1942 THERESIENSTADT 1944 AUSCHWITZ ERMORDET                                                      | Paulinenstraße 34 · ()                                                                                               | Leonie Hirschfeld (1896–1944) |
|              | HIER WOHNTE HILDEGARD KLEESIEK JG. 1923 ALS ASOZIAL STIGMATISIERT VERHAFTET 1943 SS-SONDERLAGER MORINGEN 1943 RAVENSBRÜCK ERMORDET 7.12.1944                | Hornsche Straße 23 · () ·                                                                                            | Hildegard Kleesiek (1923–1944) |
|              | HIER WOHNTE EMMA LINZ GEB. RIES JG. 1876 DEPORTIERT 1942 THERESIENSTADT BEFREIT                                                                             | Paulinenstraße 34 · ()                                                                                               | Emma Linz (1876-) |
|              | HIER WOHNTE JULIUS LINZ JG. 1873 DEPORTIERT 1942 THERESIENSTADT BEFREIT                                                                                     | Paulinenstraße 34 · ()                                                                                               | Julius Linz (1873-) |
|              | HIER WOHNTE MARGARETE LINZ JG. 1907 DEPORTIERT 1942 THERESIENSTADT ERMORDET 11.10.1944                                                                      | Paulinenstraße 34 · ()                                                                                               | Margarete Linz (1907–1944) |
|              | HIER WOHNTE ANNELIESE LÜKERMANN JG. 1917 EINGEWIESEN 1935 HEILANSTALT EBEN-EZER LEMGO 'VERLEGT’ FEB. 1945 LINDENHAUS BRAKE ERMORDET 28.3.1945               | Grabbe-Schulhof · früher Werrestr. 14 · heute: Georg-Weerth-Str. · überbaut durch Gebäude des Grabbe-Gymnasiums · () | Anneliese Lückermann (1917–1945) |
|              | HIER WOHNTE MARGARETE LÜKERMANN JG. 1926 EINGEWIESEN 1943 HEILANSTALT EBEN-EZER LEMGO 'VERLEGT’ FEB. 1945 LINDENHAUS BRAKE ERMORDET 20.3.1945               | Grabbe-Schulhof · früher Werrestr. 14 · heute: Georg-Weerth-Str. · überbaut durch Gebäude des Grabbe-Gymnasiums · () | Margarete Lückermann (1926–1945) |
|              | HIER WOHNTE PAULINE ´PAULA´ PARADIES JG. 1881 DEPORTIERT 1942 GHETTO WARSCHAU ERMORDET                                                                      | Krumme Straße 20 · ()                                                                                                | Pauline Paradis (1881–1942/45) |
|              | HIER WOHNTE EDITH VALK JG. 1926 DEPORTIERT 1941 RIGA DEPORTIERT 1944 STUTTHOF ERMORDET 18.12.1944                                                           | Hermannstraße 29 · ()                                                                                                | Edith Valk (1926–1944) |
|              | HIER WOHNTE HEDWIG VALK GEB. LION JG. 1892 DEPORTIERT 1941 RIGA DEPORTIERT 1944 STUTTHOF ERMORDET 12.1.1945                                                 | Hermannstraße 29 · () ·                                                                                              | Hedwig Valk (1892–1945) |
|              | HIER WOHNTE HILDE VALK JG. 1924 DEPORTIERT 1941 RIGA DEPORTIERT 1944 STUTTHOF ERMORDET 12.1.1945                                                            | Hermannstraße 29 · () ·                                                                                              | Hilde Valk (1924–1945) |
|              | HIER WOHNTE SAMUEL VALK JG. 1891 'SCHUTZHAFT’ 1938 BUCHENWALD DEPORTIERT 1941 RIGA 1944 STUTTHOF ERMORDET                                                   | Hermannstraße 29 · () ·                                                                                              | Samuel Valk (1891–1944) |

## Stolperschwelle
| Stolperstein | Inschrift | Verlegeort          |
| ------------ | --- | ------------------- |
|              | HIER IN DIESEM GEBÄUDE WAREN 1939–1942 DIE JÜDISCHE SCHULE MIT 22 KINDERN UND 4 LEHRKRÄFTEN 1942 DAS JÜDISCHE ALTERSHEIM MIT 17 FRAUEN UND MÄNNERN 1941–1942 DEPORTIERT --- RIGA, GHETTO WARSCHAU, THERESIENSTADT, ZAMOSC, IZBICA 33 WURDEN ERMORDET | Gartenstraße 6 · () |